# Cyanocharax
Cyanocharax är ett släkte av fiskar. Cyanocharax ingår i familjen Characidae.
Kladogram enligt Catalogue of Life:
| Cyanocharax | \| \| Cyanocharax alegretensis \| \| \| \| \| \| Cyanocharax dicropotamicus \| \| \| \| \| \| Cyanocharax itaimbe \| \| \| \| \| \| Cyanocharax lepiclastus \| \| \| \| \| \| Cyanocharax tipiaia \| \| \| \| \| \| Cyanocharax uruguayensis \| \| \| \| |
|             | \| \| Cyanocharax alegretensis \| \| \| \| \| \| Cyanocharax dicropotamicus \| \| \| \| \| \| Cyanocharax itaimbe \| \| \| \| \| \| Cyanocharax lepiclastus \| \| \| \| \| \| Cyanocharax tipiaia \| \| \| \| \| \| Cyanocharax uruguayensis \| \| \| \| |
|             | Cyanocharax alegretensis |
|             | |
|             | Cyanocharax dicropotamicus |
|             | |
|             | Cyanocharax itaimbe |
|             | |
|             | Cyanocharax lepiclastus |
|             | |
|             | Cyanocharax tipiaia |
|             | |
|             | Cyanocharax uruguayensis |
|             | |